# Daïra de Cherchell
La daïra de Cherchell est une daïra d'Algérie située dans la wilaya de Tipaza et dont le chef-lieu est la ville éponyme de Cherchell.

## Localisation
La daïra est située au nord et au sud de la wilaya de Tipaza.

## Communes de la daïra
La daïra est composée de quatre communes : Cherchell, Sidi Ghiles, Hadjeret Ennous et Sidi Semiane.